# Yossi Ghinsberg
Yosseph "Yossi" Ghinsberg (hebreu: יוסי גינסברג) és un aventurer israelià, autor, empresari, humanitari i motivador, amb seu a Austràlia. Ghinsberg és conegut per la seva història de supervivència quan va ser encallat en una part desconeguda de la selva amazònica boliviana durant tres setmanes el 1981. Ghinsberg és un empresari tecnològic i fundador de Headbox, una aplicació mòbil dissenyada per integrar tota l'activitat de les xarxes socials en un sol feed, i Blinq, una aplicació mòbil que ofereix actualitzacions en viu de les xarxes socials i l'activitat.
La història de supervivència de Ghinsberg va ser promulgada en el thriller psicològic Jungle de 2017 protagonitzada per Daniel Radcliffe com Yossi Ghinsberg. La història de Ghinsberg també va aparèixer a la sèrie de documentals I Should not Be Alive a Discovery Channel.